# دیک هایمن
دیک هایمن (انگلیسی: Dick Hyman؛ زادهٔ ۸ مارس ۱۹۲۷) یک موسیقی‌دان اهل ایالات متحده آمریکا است.